# 手稲稲積公園

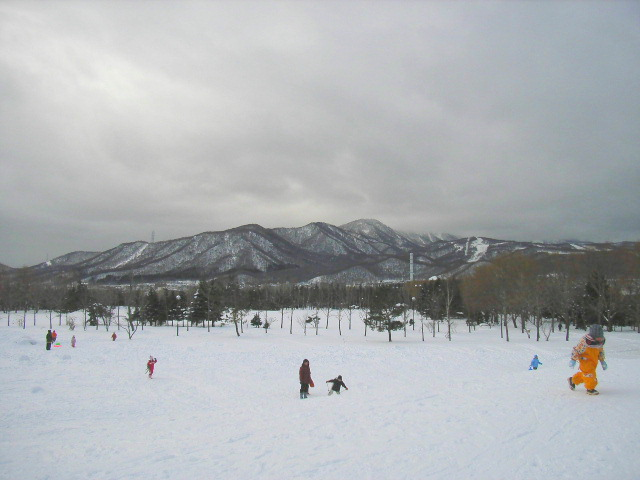
スキー山広場（2005年1月）

手稲稲積公園（ていねいなづみこうえん）は、北海道札幌市手稲区にある公園。

## 概要
手稲区のスポーツ拠点となっており、広域避難場所にも指定されている。1982年（昭和57年）オープンのていねプールは、札幌市などが出資する第三セクターの札幌リゾート開発公社が運営する屋外プール。2000年（平成12年）にリニューアルオープンしているが、営業期間が夏場のみである点や大規模改修を控えている点などにより施設運営のあり方が2010年（平成22年）の市民評価による事業仕分けで問われ、不要（廃止）という評価結果となった。その後市民アンケートで必要との回答が54%の過半数を占め総務委員会の殆どの会派から賛成の意見があったことや、利用実態調査などの実施により当面存続する結論に至ったが、収支改善の必要性から無料であった小中学生と高齢者の使用料が2013年（平成25年）から有料となった。

## 施設
ていねプール
1980年に着工し1981年1月に全体計画が札幌市議会にて公表され、7月に第1期の幼児プールとして、直径25m・36mの円形を連ねたのひょうたん型プールと白鳥型のすべり台等を設置、1982年6月下旬に第2期施設が竣工、7月10日に全面開業。初年度は33.5万人が利用した。また1983年1月から2月にはスノーモービルや歩くスキーなどを展開する冬季営業も行われ、1-2月の冬季営業は1998年頃まで行われた。1996年7月22日には造波プールにて5才男児が溺れ意識不明となる事故が発生。
1999年にはプールサイドなどの舗装部分で生じた最大1.2mの地盤沈下への対応を主として営業を停止し全面改修工事に着手、通年休業し総工費8.8億円をかけ岩山型の「ウォーターマウンテン」や円錐型滑り台などを配した「キッズランド」を設置し2000年7月19日にリニューアル開業。
利用期間は7月中旬から8月下旬。
ウォーターストリーム（流水プール）
ビッグウェーブ（造波プール）
ウォータースライダー
ウォーターフォール（スライダープール）
ホワイトマウンテン
ウォーターマウンテン
キッズランド
プールセンター
売店
テニスコート（硬式）
利用期間：4月下旬から11月上旬
20面（カラーコート12面、ハードコート8面）
野球場（軟式）
利用期間：4月下旬から11月上旬
パークゴルフ場
利用期間：5月上旬から11月上旬
9ホール（パー33）
ゲートボール場
2面
バスケットコート
片面（バスケットゴールは冬期間取り外し）
遊戯広場
スキー山広場
休養広場
多目的広場
芝生広場
公園管理事務所

## 公園内の花木
- サクラ（ヤエザクラ・エゾヤマザクラ（オオヤマザクラ））
- イチョウ
- ニシキギ
- プラタナス
- サクラ（ソメイヨシノ）
- ムクゲ
- ヤマモミジ（イロハモミジ）
- 一年生植物花壇（チューリップ・インパチェンス（アフリカホウセンカ））
- エゾノコリンゴ
- ハマナス

## プロ野球球場構想
プロ野球・北海道日本ハムファイターズが2016年5月に新球場建設計画の検討に入ったことを受け、手稲区では球団側が20ヶ所程度選定した建設候補地に本公園が含まれていた事や以前から札幌市営地下鉄東西線の宮の沢駅から延伸を望む要望があったことから、ホテルや商業施設などを併設した新球場建設と地下鉄延伸をセットで誘致する構想が2016年6月に浮上していた。区内の医療法人や商店街により2015年に発足した市民団体「手稲区に地下鉄を望む市民の会」が中心となり地元企業や団体に賛同を呼びかけていたが、その後球団は2017年末時点で最終建設候補地を真駒内公園ときたひろしま総合運動公園に選定したため立ち消えとなっている。